# Heinrich Dörbecker
Heinrich Dörbecker (* im 19. oder 20. Jahrhundert; † im 20. Jahrhundert) war ein deutscher Fußballschiedsrichter.

## Sportlicher Werdegang
Der aus Stuttgart stammende Schiedsrichter leitete ab Mitte der 1930er Jahre Spiele in der Endrunde um die Deutsche Meisterschaft, parallel war er in der zugrundeliegenden Gauliga Württemberg als Spielleiter aktiv. Er pfiff zudem Partien des 1935 eingeführten Tschammer-Pokals, bei der Auftaktspielzeit 1935 leitete er drei Spiele inklusive des Semifinales zwischen dem späteren Titelträger 1. FC Nürnberg und dem SV Waldhof 07 (2:0). Im April 1940 war er erneut im Halbfinaleinsatz, als er das erneut 0:0 nach Verlängerung endende zweite Wiederholungsspiel zwischen abermals dem SV Waldhof 07 und dem SC Wacker Wien leitete, bei dem die Kurpfälzer per Losentscheid anschließend das Endspiel um den Tschammerpokal 1940 erreichten.
Dörbecker leitete zudem Auswahlspiele zwischen regionalen Verbänden oder Gauligaauswahlmannschaften. Im Reichsbundpokal 1935/36 leitete er dabei das Halbfinale zwischen der Auswahl der Gauliga Bayern respektive der Gauliga Südwest, das Letztere mit 2:1 für sich nach Verlängerung entschied.